# Maxi Iglesias
Maximiliano Teodoro Iglesias, plus connu sous le nom de Maxi Iglesias, né le 6 février 1991 à Madrid, est un acteur et mannequin espagnol.

## Biographie
Sa mère, Mercedes est administratrice d'entreprise. Son père Francisco meurt quand Maximiliano a trois ans. Il a étudié à l'école Cardinal Spinola à Madrid.
Il obtient le rôle de César Cabano dans la série Physique ou Chimie diffusée sur Antena 3 en Espagne, et en France sur NRJ 12 et June. Il quitte la série à la fin de la saison 5.
Il joue aussi dans les films espagnols After (Gorcia), Mentiras y gordas (Pablo) et El diaro de Carlota (Lucas).
À la suite de sa participation à la série produite par Antena 3, Los Protegidos en interprétant le rôle de Angel, il obtient le rôle de Martin, dans la série Toledo, Cruce de Destinos dont la première saison est en cours de diffusion. Il joue un rôle dans le clip BoyToy d'Angy Fernandez son amie Paola dans Physique ou Chimie.
En 2011, il joue l'un des personnages principaux dans le film "Paranormal Xperience".
En 2014, il intègre la distribution de la série Velvet. Diffusée sur Antena 3, cette fiction centrée sur la mode dépasse les 4 millions de téléspectateurs par épisode. En France, la série est achetée par le groupe M6 et est diffusée sur Téva.
En parallèle, il tourne dans le film Asesinos inocentes présenté au 18e Festival de Malaga. Il joue avec Aura Garrido qu'il a déjà rencontrée sur le tournage de Physique ou chimie.

## Vie privée
En décembre 2021, il officialise sa relation avec l'actrice péruvienne Stéphanie Cayo, rencontrée sur le tournage du film Netflix "Bien plus qu'un au revoir".

## Filmographie

### Cinéma
- 1997 : La pistola de mi hermano : Luis
- 2008 : 8 citas : le frère de Juan
- 2009 : Mentiras y gordas : Pablo
- 2009 : After : García
- 2010 : El diario de Carlota : Lucas
- 2010 : Xp3D : José
- 2012 : El secreto de los 24 escalones : Marc
- 2014 : Torrente 5: Operación Eurovegas : Prince charmant à moto
- 2015 : Asesinos inocentes : Francisco Garralda
- 2016 : En tu cabeza : Vecino
- 2019 : Malgré tout : Alejandro

### Séries télévisées
- 2005 : Amar en tiempos revueltos : Miliciano (jeune)
- 2005 : Hospital Central : Pablo
- 2005 : Cuéntame cómo pasó : Pedro
- 2008-2011 : Physique ou Chimie (Física o química) : César Cabano (57 épisodes)
- 2011 : Los protegidos : Ángel / Víctor Izquierdo (14 épisodes)
- 2012 : Toledo, cruce de destinos : Martín Pérez de Ayala (13 épisodes)
- 2013 : Fenómenos : Miguel
- 2014 : Velvet : Maximiliano "Max" Expósito (14 épisodes)
- 2015 : Dueños del paraíso : Chad Mendoza (49 épisodes)
- 2016 : Paquita Salas : Lui-même
- 2016 : La embajada : Roberto Marañón (11 épisodes)
- 2017 : El final del camino : Alfonso I el Batallador
- 2017 : Ingobernable : Ovni (14 épisodes)
- 2019 : Velvet Colección : Max
- 2020-2025 : Valeria : Victor (24 épisodes)
- 2020 : Desaparecidos : Rodrigo Medina
- 2021 : La Cuisinière de Castamar : Francisco Marlango (12 épisodes)

### Films
- 2022 : Bien plus qu'un au revoir : Salvador Campodonico (Netflix)